# Reichsmarschall
Reichsmarschall (rigsmarsk i dansk kontekst), var den højeste militærgrad i Tyskland under 2. verdenskrig. Graden blev oprettet i 1940 specielt til Hermann Göring som ligeledes er den eneste der har haft graden.
Graden stammer fra 1100-tallet i det Tysk-romerske rige, men havde da aldrig den præstige som det senere fik i det nationalsocialistiske Tyskland. Graden blev ikke brugt under Tyske Kejserrige eller under 1. verdenskrig
Under 2. verdenskrig blev Hermann Göring som den eneste udnævnt til Reichsmarschall af Adolf Hitler. Göring var øverstkommanderende for det tyske luftvåben, Luftwaffe, og havde desuden en række andre flotte titler, som ministerpræsident og indenrigsminister i Preussen, generaljagtmester og økonomiminister. 
Hitler udnævnte Göring til Reichsmarschall for derved at markere at han var en af de vigtigste personer i den tyske generalstab. Tanken var at Göring skulle efterfølge Hitler, hvis han blev dræbt, og at denne med titlen skulle tydeliggøres så muligheden for kaos kunne undgås. Imidlertid var det Großadmiral (storadmiral) Karl Dönitz som efterfulgte Hitler efter Hitlers selvmord den 30. april 1945. Dönitz var ikke klar over dette før han blev informeret om det dagen efter af Martin Bormann og Joseph Goebbels.